# Franz Beckenbauer
Franz Anton Beckenbauer (n. 11 septembrie 1945, München, zona de ocupație americană în Germania⁠(d), Germania – d. 7 ianuarie 2024, Salzburg, Austria) a fost un antrenor, manager și fost jucător de fotbal, supranumit der Kaiser („Împăratul”). Este considerat cel mai mare fotbalist german al tuturor timpurilor, precum și unul dintre cei mai mari fotbaliști din lume din istorie, în general.
A fost un jucător polivalent, care și-a început cariera ca mijlocaș, dar a adoptat apoi diverse roluri pe teren și, în general, este creditat cu inventarea poziției moderne de libero.
De două ori ales Fotbalistul European al Anului, a jucat de 103 ori în echipa națională a Germaniei de Vest, participând la trei campionate mondiale. A ridicat trofeul din postura de căpitan în 1974 și l-a câștigat din nou ca antrenor în 1990. Cu echipa sa Bayern München, a câștigat trei Cupe ale Campionilor Europeni consecutive, între 1974-1976, precum și Cupa Cupelor în 1967. A ajuns apoi antrenor și președinte la același club. Este de asemenea membru al Galeriei Naționale de Stele ale Fotbalului.
În 1999, a fost votat al doilea, în urma lui Johan Cruijff, în alegerile pentru Jucătorul European al Secolului organizate de FIISF, și a fost votat al treilea, în urma lui Pelé și Johan Cruijff, în alegerile similare pentru Jucătorul Mondial al Secolului.
Beckenbauer a rămas o figură influentă în fotbalul german și internațional. A organizat cu succes candidatura Germaniei pentru găzduirea Campionatului Mondial de Fotbal din 2006, și a fost președintele comitetului.

## Cariera de fotbalist

### Primii ani
Franz Beckenbauer s-a născut la data de 11 septembrie 1945, la puțin timp după încheierea celui de-al doilea Război Mondial. Tatăl său, pe care îl chema tot Franz Beckenbauer, era poștaș.
În 1954, Beckenbauer a început să joace fotbal la formația de juniori SC München '06, unde a jucat pe postul de atacant, idolul său fiind Fritz Walter, care în același an câștiga Campionatul Mondial de Fotbal după memorabila finală jucată de nemți împotriva Ungariei. Echipa sa favorită era 1860 München, echipa-fanion a orașului în acele vremuri, însă Beckenbauer a ajuns până la urmă la Bayern. Formația la care activa, SC München '06, era în pragul colapsului, iar tinerii jucători trebuiau să aleagă unde să își continue cariera, la 1860 sau la Bayern. Datorită unor certuri survenite în finala unui turneu de juniori jucată de SC München '06 împotriva celor de la 1860, Beckenbauer și colegii săi au ales să își continue cariera la juniorii lui Bayern München.

### La echipe de club

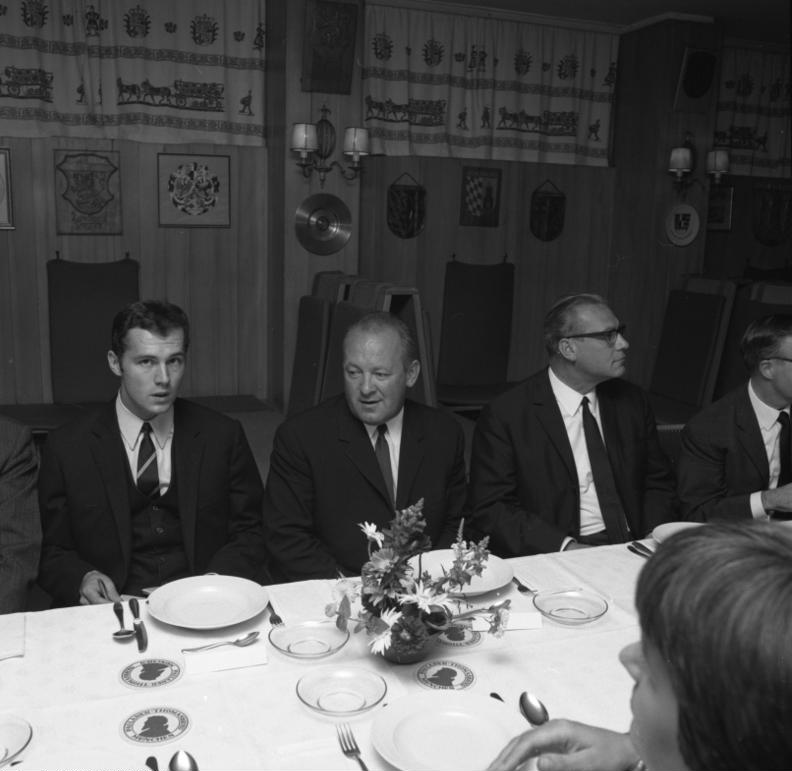
Beckenbauer (stânga) în 1967.

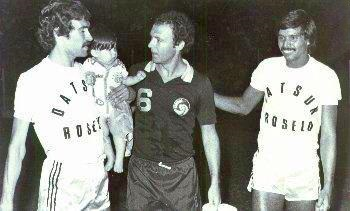
Beckenbauer alături de jucători de la Club Cipolletti în timpul unui meci jucat în Argentina în 1980.

Franz a debutat la echipa mare a celor de la Bayern München pe 6 iunie 1964, într-un meci jucat împotriva celor de la FC St. Pauli. Echipa evolua pe atunci în Regionalliga Süd (liga secundă pe atunci). Chiar la finalul sezonului 1964-1965, Bayern a reușit promovarea în prima ligă din Germania.
În sezonul 1966-1967, Franz Beckenbauer a reușit să câștige primul trofeu cu Bayern München: Cupa Germaniei. La Frankfurt, în fața a peste 60.000 de spectatori, Bayern a învins cu scorul de 4-2 formația Meidericher SV (formație cunoscută mai târziu sub numele de MSV Duisburg), câștigând trofeul.
Ca o urmare a triumfului în Cupa Germaniei, Franz Beckenbauer a participat alături de echipa sa în sezonul 1966-1967 a Cupei Cupelor. Bayern a ajuns până în finală, când a învins cu scorul de 1-0 formația scoțiană Glasgow Rangers. Drumul bavarezilor a început în turul întâi, când Bayern a trecut ușor, scor 3-0 la general, de cehoslovacii de la Tatran Presov. În turul 2, nemții s-au calificat doar datărită victoriei de acasă, scor 3-2, în fața celor de la Shamrock, în tur scorul fiind 1-1. Cel mai greu, de departe, a fost sfertul de finală jucat împotriva austriecilor de la Rapid. După ce la Viena Bayern a pierdut, scor 1-0, Bayern a reușit același scor pe teren propriu, meciul ajungând în prelungiri. Până la urmă, bavarezii au marcat, Bayern ajungând în semifinale și apoi în finală, pentru că în penultimul act nu au avut mult de furcă în dubla manșă cu Standard Liege (2-0, 3-1). Finala, jucată la Nürnberg, i-a adus lui Beckenbauer primul trofeu european, nemții învingând prin golul marcat în prelungiri de către mijlocașul Franz Roth.
Sezonul 1968-1969 i-a adus lui Franz Beckenbauer banderola de căpitan a celor de la Bayern. De asemenea, a reușit să câștige primul titlu de campion al Germaniei, Bayern terminând sezonul cu 8 puncte deasupra celor de la Alemannia Aachen.
Anii '70 au fost foarte prolifici pentru liberoul celor de la Bayern: Beckenbauer a reușit să câștige nu mai puțin de 8 trofee cu echipa bavareză: trei titluri consecutive de campion al Germaniei (în sezoanele 1971-1972, 1972-1973, 1973-1974), trei Cupe ale Campionilor Europeni consecutive (performanță premiată cu cedarea trofeului echipei în cauză), în sezoanele 1973-1974, 1974-1975, 1975-1976, performanță care mai fusese reușită de Ajax-ul lui Johan Cruijff la începutul acelui deceniu. De asemenea, și-a adăugat în palmares a patra Cupă a Germaniei și Cupa Intercontinentală din 1976.
În anul 1977, Franz Beckenbauer a acceptat oferta clubului New York Cosmos, care aduna vedetele europene și sud-americane aflate la finalul carierei, părăsind Bayern München după ce evoluase pentru formația bavareză în 427 de partide și marcase 60 de goluri. Cu echipa din New York, Beckenbauer a câștigat de trei ori prima ligă fotbalistică din Statele Unite ale Americii, în sezoanele 1976-1977, 1977-1978, 1979-1980.
În 1980 s-a întors în Germania, de data aceasta la Hamburger SV. A evoluat două sezoane pentru Hamburg, reușind să câștige un titlu de campion al Germaniei în 1982. După această performanță, Beckenbauer se întorcea la Cosmos, pentru a evolua un ultim sezon la echipa americană. Beckenbauer s-a retras în 1983 din activitatea de fotbalist profesionist.

### La echipa națională

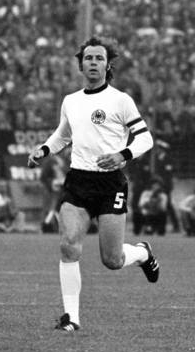
Franz Beckenbauer, căpital al Germaniei de Vest la Campionatul Mondial din 1974.

Franz Beckenbauer avea să debuteze la echipa națională de fotbal a Germaniei de Vest la data de 26 septembrie 1965, iar de atunci a bifat 103 apariții în tricoul naționalei și a marcat 14 goluri pentru aceasta.
Primul turneu major la care a fost prezent Beckenbauer a fost Campionatul Mondial de Fotbal 1966, desfășurat în Anglia. În chiar primul său meci la această competiție, cel cu Elveția, a reușit o „dublă”, iar Germania de Vest a câștigat cu scorul de 5-0. Beckenbauer a marcat un gol și în sferturi, când naționala echipa națională de fotbal a Uruguayului a cedat, scor 4-0, în fața nemților. Franz avea să marcheze al doilea gol al partidei, în minutul 70. În semifinala câștigată cu scorul de 2-1 în fața  Uniunii Sovietice, Beckenbauer a marcat golul de 2-0 al Germaniei de Vest, totalizând 4 goluri la acest turneu final. (în clasamentul golgheterilor acestui turneu, Franz a încheiat pe locul trei, după Eusebio și conaționalul său Helmut Haller și la egalitate cu englezul Geoff Hurst, maghiarul Ferenc Bene și sovieticul Valeriy Porkujan). În finală, Germania de Vest a pierdut cu 4-2, după prelungiri, rămânând memorabil doar golul de 3-2, marcat de Geoff Hurst. Beckenbauer era, astfel, vice-campion mondial.
În 1970, Germania de Vest a trecut ușor din grupe, cu maximum de puncte, însă sferturile și semifinalele jucate de nemți aveau să rămână în istorie drept unele din cele mai frumoase meciuri de la Campionatele Mondiale. În sferturi, în minutul 68 al reprizei secunde a meciului împotriva Angliei, scorul era 2-0 în favoarea campioanei mondiale, care punctase prin Mullery și Peters. În acest minut, Beckenbauer a înscris golul revenirii pentru germani, care aveau să egaleze prin Uwe Seeler și apoi, în cea de-a doua repriză de prelungiri, aveau să tranșeze calificarea în semifinale prin golul lui Gerd Müller. În semifinale, Germania avea să piardă dramatic în fața Italiei, 4-3, într-un joc cunoscut drept Meciul Secolului. Germania de Vest a câștigat finala mică în fața Uruguayului, iar Beckenbauer reușea să câștige bronzul mondial, după ce câștigase argintul cu 4 ani în urmă.
În anul 1972, Germania de Vest, cu Franz Beckenbauer în echipă, au reușit să câștige Campionatul European de Fotbal. După ce au trecut în semifinală de Belgia, cu scorul de 2-1, nemții au reușit să triumfe în finală cu 3-0, zdrobind naționala URSS. În 1974, după ce terminase pe locul 2 în '66 și pe locul 3 în '70, Beckenbauer a reușit, în sfârșit, să câștige Campionatul Mondial, după ce a învins marea națională a Olandei, condusă de Johan Cruijff. Cartea retrospectivă a turneului, scrisă de marele ziarist român Ioan Chirilă se numește chiar „Învingătorul lui Cruijff”, autorul făcând referire în titlu la Franz Beckenbauer.
Ultimul turneu final la care a participat Beckenbauer a fost Campionatul European de Fotbal 1976. Germania a ajuns în finală, a egalat în ultimul minut după ce fusese condusă cu 2-0, iar la penalty-uri Uli Hoeneß a ratat, dându-i ocazia lui Antonín Panenka să încheie finala cu celebra sa lovitură de pedeapsă care îi poartă numele, acea scăriță care l-a lăsat fără replică pe marele Sepp Maier. În 1977, Beckenbauer se retrăgea de la națională, după ce pleca în Statele Unite.

### Cariera de antrenor

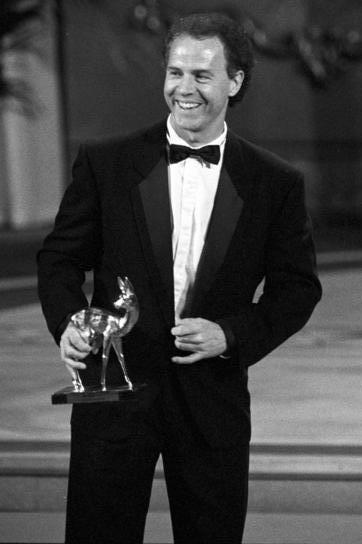
Beckenbauer în 1990.

În 1984, imediat după întoarcerea din Statele Unite ale Americii, Beckenbauer a fost numit antrenorul echipei naționale a Germaniei de Vest. În 1986, el a ajuns alături de naționala sa în finala Campionatului Mondial de Fotbal desfășurat în Mexic, însă nemții au ratat cucerirea celui de-al treilea titlu mondial, pierzând finala împotriva Argentinei.
Beckenbauer a reușit să câștige însă Campionatul Mondial de pe banca de antrenor în 1990, când Germania de Vest, aflată la ultimul turneu final despărțită de Germania de Est, a reușit să treacă în finală de naționala Argentinei, în fața căreia cedase în urmă cu patru ani. Tot în 1990, el a părăsit naționala Germaniei pentru a antrena formația franceză Olympique Marseille.  A stat pe banca marseilleizilor doar un sezon, părăsind Franța.
În 1994 și 1996 a mai antrenat de două ori Bayern München, reușind performanțe bune, chiar dacă a antrenat-o doar câteva luni: în 1994 a câștigat Bundesliga, iar în 1996 Cupa UEFA, după ce Bayern a trecut în finală, scor 5-1 (2-0 în tur și 3-1 în retur, pe atunci finala disputându-se în dublă manșă) de Girondins de Bordeaux.
Din 1994, Beckenbauer a devenit președintele lui Bayern München, iar în anul 2006 a avut un rol important în organizarea Campionatului Mondial de Fotbal în Germania.

## Viața personală
Beckenbauer a fost căsătorit de trei ori și a avut cinci copii, dintre care unul, Stephan Beckenbauer († 2015), a fost de asemenea fotbalist profesionist.

## Statistici

### Apariții la națională
| Echipa națională de fotbal a Germaniei de Vest | Echipa națională de fotbal a Germaniei de Vest | Echipa națională de fotbal a Germaniei de Vest |
| An                                             | Meciuri                                        | Goluri                                         |
| ---------------------------------------------- | ---------------------------------------------- | ---------------------------------------------- |
| 1965                                           | 3                                              | 0                                              |
| 1966                                           | 12                                             | 7                                              |
| 1967                                           | 5                                              | 0                                              |
| 1968                                           | 9                                              | 1                                              |
| 1969                                           | 6                                              | 0                                              |
| 1970                                           | 12                                             | 2                                              |
| 1971                                           | 9                                              | 2                                              |
| 1972                                           | 7                                              | 0                                              |
| 1973                                           | 10                                             | 1                                              |
| 1974                                           | 15                                             | 0                                              |
| 1975                                           | 7                                              | 0                                              |
| 1976                                           | 7                                              | 1                                              |
| 1977                                           | 1                                              | 0                                              |
| Total                                          | 103                                            | 14                                             |

## Palmares

### Ca jucător
Bayern München
- Bundesliga: 1968–1969, 1971–1972, 1972–1973, 1973–1974[22]
- DFB-Pokal: 1965–1966, 1967–1968, 1968–1969, 1970–1971[22]
- Cupa Campionilor Europeni: 1973–74, 1974–75, 1975–1976[22]
- Cupa Cupelor UEFA: 1966–67[22]
- Cupa Intercontinentală: 1976

Hamburger SV
- Bundesliga: 1981–82[22]

New York Cosmos
- NASL: 1977, 1978, 1980
- Cupa Trans-Atlantică: 1980, 1983

Germania de Vest
- Campionatul European de Fotbal: 1972[22]
- Campionatul Mondial de Fotbal: 1974[22]

- Balonul de Aur (1972, 1976)[22]
- Premiul Bambi (1990)

### Ca antrenor
Marseille
- Ligue 1: 1990–1991[25]

Bayern München
- Bundesliga: 1993–1994[15]
- Cupa UEFA: 1995–1996[15]

Germania de Vest
- Campionatul Mondial de Fotbal: 1990[22]